# New Alresford
Pour les articles homonymes, voir Alresford.

New Alresford (ou simplement Alresford) est une ville du district Cité de Winchester dans le Hampshire en Angleterre.
La population était de 5 102 habitants en 2001.
Elle est jumelée à la ville de Bricquebec (France).